# 富山県済生会高岡病院
富山県済生会高岡病院（とやまけんさいせいかいたかおかびょういん）は、富山県高岡市にある社会福祉法人恩賜財団済生会の病院。

## 歴史
富山県済生会高岡病院の沿革は以下の通り。
- 昭和6年（1931年）7月 - 富山県済生会支部発足。
- 昭和10年（1935年）4月 - 富山市桜町に済生会富山病院を新設。
- 昭和20年（1945年）8月 - 戦災により焼失。
- 昭和20年（1945年）11月1日 - 戦災を免れた高岡市に移転[2][3]。
- 昭和23年（1948年）3月5日 - 富山県済生会高岡病院に改称[2][4]。
- 昭和33年（1958年）4月 - 外科、理学療法科を新設。
- 昭和37年（1962年）1月 - 整形外科、放射線科を新設。
- 昭和62年（1987年）1月 - 脳神経外科を新設。
- 平成4年（1992年）1月 - 眼科を新設。
- 平成4年（1992年）8月 - 新病院新築工事着工。
- 平成5年（1993年）9月 - 新病院竣工。
- 平成6年（1994年）1月 - 新病院を開院。耳鼻咽喉科、泌尿器科、皮膚科を新設。
- 平成8年（1996年）9月 - 麻酔科を新設。
- 平成10年（1998年）6月 - 循環器科を新設。
- 令和元年（2019年）5月 - 済生会高岡なでしこ保育園開設。

## 診療科
- 内科
- 小児科
- 外科
- 整形外科
- 産婦人科
- 脳神経外科
- 眼科
- 耳鼻咽喉科
- 皮膚科
- 泌尿器科
- 放射線科
- リウマチ科
- 麻酔科
- リハビリテーション科
- 精神科[5]

## 病床数
251床

## 医療機関の指定等
富山県済生会高岡病院の医療機関の指定等は以下の通り。
- 日本医療機能評価機構認定病院
- 厚生労働省臨床研修指定病院
- 赤ちゃんにやさしい病院（世界保健機関、国際連合児童基金）
- 日本内科学会認定医制度教育関連病院
- 日本外科学会外科専門医制度関連施設
- 日本病理学会病理専門医制度認定病院
- 日本臨床細胞学会認定施設
- 日本消化器内視鏡学会認定指導施設
- 日本消化器病学会専門医制度認定施設
- 日本消化器外科学会専門医制度専門医修練施設
- 日本整形外科学会認定医制度研修施設
- 母体保護法指定医研修機関
- 日本リウマチ学会教育施設
- 子宮癌二次精密検診指定医療機関
- マンモグラフィ認定検診施設
- 日本静脈経腸栄養学会実施修練認定教育施設
- 富山大学卒前教育関連病院
- 日本医療薬学会認定薬剤師制度研修施設
- 日本がん治療認定医機構認定研修施設
- 日本糖尿病学会認定教育施設
- 日本循環器学会認定循環器専門医研修関連施設
- 日本臨床腫瘍学会認定研修施設
- 日本病院薬剤師会がん専門薬剤師研修施設
- 富山県がん診療地域連携拠点病院
- 日本麻酔科学会麻酔科認定病院
- 日本腎臓学会研修施設
- 日本透析医学会専門医制度教育関連施設
- 日本不整脈心電学会認定不整脈専門医研修施設
- 日本臨床栄養代謝学会認定教育施設